# ایران در المپیک تابستانی ۲۰۰۸
ایران در بازی‌های المپیک تابستانی ۲۰۰۸ با کاروان ورزشی متشکل از ۵۵ ورزشکار در ۱۳ رشته ورزشی شرکت کرد، این تیم در نهایت با یک مدال طلا توسط هادی ساعی در تکواندو و یک مدال برنز توسط مراد محمدی در کشتی به کار خود خاتمه داد و در جدول مدال‌ها در رده پنجاه و یکم ایستاد. هما حسینی نخستین پاروزن ایرانی که سهمیه المپیک را به دست آورد و یکی از سه بانوی ورزشکار ایران در پکن، پرچمدار این کاروان در مراسم رژه بود.

## رشته‌ها و تعداد شرکت‌کنندگان
| ورزش              | مردان | زنان | مجموع |
| ----------------- | ----- | ---- | ----- |
| شنا               | ۱     |      | ۱     |
| تیراندازی با کمان | ۱     | ۱    | ۲     |
| دو و میدانی       | ۶     |      | ۶     |
| بدمینتون          | ۱     |      | ۱     |
| بسکتبال           | ۱۲    |      | ۱۲    |
| بوکس              | ۳     |      | ۳     |
| دوچرخه‌سواری       | ۳     |      | ۳     |
| جودو              | ۶     |      | ۶     |
| روئینگ            | ۱     | ۱    | ۲     |
| تنیس روی میز      | ۱     |      | ۱     |
| تکواندو           | ۲     | ۱    | ۳     |
| وزنه‌برداری        | ۳     |      | ۳     |
| کشتی              | ۱۲    |      | ۱۲    |
| مجموع             | ۵۲    | ۳    | ۵۵    |

## مدال‌ها

### جدول مدال‌ها
| رشته    | طلا | نقره | برنز | مجموع |
| ------- | --- | ---- | ---- | ----- |
| کشتی    |     |      | ۱    | ۱     |
| تکواندو | ۱   |      |      | ۱     |
| مجموع   | ۱   |      | ۱    | ۲     |

### مدال‌آوران
| مدال | نام        | رشته    | مسابقه                |
| ---- | ---------- | ------- | --------------------- |
| طلا  | هادی ساعی  | تکواندو | ۸۰ کیلوگرم مردان      |
| برنز | مراد محمدی | کشتی    | ۶۰ کیلوگرم آزاد مردان |

## نتایج با رویداد

### شنا
مردان
| ورزشکار       | رویداد           | مقدماتی   | مقدماتی   | مرحله نیمه‌نهایی | مرحله نیمه‌نهایی | نهایی   | نهایی    |
| ورزشکار       | رویداد           | زمان      | رتبه‌بندی  | زمان            | رتبه‌بندی        | زمان    | رتبه‌بندی |
| ------------- | ---------------- | --------- | --------- | --------------- | --------------- | ------- | -------- |
| محمد علیرضایی | صدمتر آزاد مردان | حاضر نشد. | حاضر نشد. | حذف شد.         | حذف شد.         | حذف شد. | حذف شد.  |

### تیراندازی با کمان
ریکرو مردان
| ورزشکار       | رویداد  | دور رتبه‌بندی | دور رتبه‌بندی | ۱/۳۲ حذفی                    | ۱/۱۶ حذفی | ۱/۸ حذفی | یک‌چهارم‌نهایی | مرحله نیمه‌نهایی | نهایی   | رتبه‌بندی |
| ورزشکار       | رویداد  | امتیاز       | رتبه‌بندی     | ۱/۳۲ حذفی                    | ۱/۱۶ حذفی | ۱/۸ حذفی | یک‌چهارم‌نهایی | مرحله نیمه‌نهایی | نهایی   | رتبه‌بندی |
| ------------- | ------- | ------------ | ------------ | ---------------------------- | --------- | -------- | ------------ | --------------- | ------- | -------- |
| حجت‌الله واعظی | انفرادی | ۶۰۴          | ۶۳           | چامپیا (IND) · بازنده ۹۸–۱۱۲ | حذف شد.   | حذف شد.  | حذف شد.      | حذف شد.         | حذف شد. | ۶۰       |

ریکرو زنان
| ورزشکار    | رویداد  | دور رتبه‌بندی | دور رتبه‌بندی | ۱/۳۲ حذفی                  | ۱/۱۶ حذفی | ۱/۸ حذفی | یک‌چهارم‌نهایی | مرحله نیمه‌نهایی | نهایی   | رتبه‌بندی |
| ورزشکار    | رویداد  | امتیاز       | رتبه‌بندی     | ۱/۳۲ حذفی                  | ۱/۱۶ حذفی | ۱/۸ حذفی | یک‌چهارم‌نهایی | مرحله نیمه‌نهایی | نهایی   | رتبه‌بندی |
| ---------- | ------- | ------------ | ------------ | -------------------------- | --------- | -------- | ------------ | --------------- | ------- | -------- |
| نجمه آبتین | انفرادی | ۵۶۸          | ۶۰           | کوان (PRK) · بازنده ۱۰۶-۹۶ | حذف شد.   | حذف شد.  | حذف شد.      | حذف شد.         | حذف شد. | ۶۲       |

### دو و میدانی
مردان
| ورزشکار          | رویداد  | مقدماتی | مقدماتی | مقدماتی  | دور اول | دور اول | دور اول  | مرحله نیمه‌نهایی | مرحله نیمه‌نهایی | مرحله نیمه‌نهایی | نهایی   | نهایی    | رتبه‌بندی |
| ورزشکار          | رویداد  | گروه    | زمان    | رتبه‌بندی | گروه    | زمان    | رتبه‌بندی | گروه            | زمان            | رتبه‌بندی        | زمان    | رتبه‌بندی | رتبه‌بندی |
| ---------------- | ------- | ------- | ------- | -------- | ------- | ------- | -------- | --------------- | --------------- | --------------- | ------- | -------- | -------- |
| احسان مهاجرشجاعی | ۸۰۰ متر |         |         |          | ۱       | ۱:۴۹٫۲۵ | ۸        | حذف شد.         | حذف شد.         | حذف شد.         | حذف شد. | حذف شد.  | ۵۰       |
| سجاد مرادی       | ۸۰۰ متر |         |         |          | ۸       | ۱:۴۶٫۱۰ | ۶ q      | ۲               | ۱:۴۶٫۰۸         | ۵               | حذف شد. | حذف شد.  | ۱۱       |

| ورزشکار                 | رویداد     | نیمه‌نهایی         | نیمه‌نهایی         | نهایی   | نهایی    |
| ورزشکار                 | رویداد     | نتیجه             | رتبه‌بندی          | نتیجه   | رتبه‌بندی |
| ----------------------- | ---------- | ----------------- | ----------------- | ------- | -------- |
| امین ابراهیم پال نیک فر | پرتاب وزنه | پرتاب سالم نداشت. | پرتاب سالم نداشت. | حذف شد. | حذف شد.  |
| احسان حدادی             | پرتاب دیسک | ۶۱٫۳۴             | ۱۷                | حذف شد. | حذف شد.  |
| عباس صمیمی              | پرتاب دیسک | ۵۹٫۹۲             | ۲۶                | حذف شد. | حذف شد.  |

| ورزشکار      | رویداد | ۱۰۰ متر   | پرش طول  | پرتاب وزنه | پرش ارتفاع | ۴۰۰ متر   | ۱۱۰ متر با مانع | پرتاب دیسک | پرش با نیزه | پرتاب نیزه | ۱۵۰۰ متر    | مجموع | رتبه‌بندی |
| ------------ | ------ | --------- | -------- | ---------- | ---------- | --------- | --------------- | ---------- | ----------- | ---------- | ----------- | ----- | -------- |
| هادی سپهرزاد | ده‌گانه | ۱۰٫۹۲ ۸۷۸ | ۶٫۸۰ ۷۶۷ | ۱۶٫۰۲ ۸۵۲  | ۱٫۹۰ ۷۱۴   | ۵۰٫۷۵ ۷۸۰ | ۱۴٫۶۴ ۸۹۴       | ۵۰٫۳۲ ۸۷۷  | ۴٫۰۰ ۶۱۷    | ۴۹٫۵۶ ۵۸۲  | ۵:۰۶٫۶۷ ۵۲۲ | ۷۴۸۳  | ۲۲       |

### بدمینتون
| ورزشکار     | رویداد  | ۱/۶۴ حذفی                              | ۱/۳۲ حذفی | ۱/۱۶ حذفی | یک چهارم نهایی | نیمه نهایی | نهایی   | رتبه‌بندی |
| ----------- | ------- | -------------------------------------- | --------- | --------- | -------------- | ---------- | ------- | -------- |
| کاوه مهرابی | انفرادی | هسین (TPE) · بازنده ۰–۲ · ۱۶–۲۱, ۱۲–۲۱ | حذف شد.   | حذف شد.   | حذف شد.        | حذف شد.    | حذف شد. | ۳۳       |

### بسکتبال
مردان
| بازیکنان | دور مقدماتی              | دور مقدماتی | یک چهارم نهایی | نیمه نهایی | نهایی   | رتبه‌بندی |
| بازیکنان | گروه A                   | رتبه‌بندی    | یک چهارم نهایی | نیمه نهایی | نهایی   | رتبه‌بندی |
| --- | ------------------------ | ----------- | -------------- | ---------- | ------- | -------- |
| علی دراقی امیر امینی جواد داوری مهدی کامرانی سعید داورپناه ایمان زندی حامد آفاق حامد سهراب نژاد اوشین ساهاکیان موسی نبی‌پور صمد نیکخواه بهرامی حامد حدادی مربی: رایکو ترومن | روسیه · بازنده ۴۹–۷۱     | ۶           | حذف شد.        | حذف شد.    | حذف شد. | ۱۱       |
| علی دراقی امیر امینی جواد داوری مهدی کامرانی سعید داورپناه ایمان زندی حامد آفاق حامد سهراب نژاد اوشین ساهاکیان موسی نبی‌پور صمد نیکخواه بهرامی حامد حدادی مربی: رایکو ترومن | لیتوانی · بازنده ۶۷–۹۹   | ۶           | حذف شد.        | حذف شد.    | حذف شد. | ۱۱       |
| علی دراقی امیر امینی جواد داوری مهدی کامرانی سعید داورپناه ایمان زندی حامد آفاق حامد سهراب نژاد اوشین ساهاکیان موسی نبی‌پور صمد نیکخواه بهرامی حامد حدادی مربی: رایکو ترومن | استرالیا · بازنده ۶۸–۱۰۶ | ۶           | حذف شد.        | حذف شد.    | حذف شد. | ۱۱       |
| علی دراقی امیر امینی جواد داوری مهدی کامرانی سعید داورپناه ایمان زندی حامد آفاق حامد سهراب نژاد اوشین ساهاکیان موسی نبی‌پور صمد نیکخواه بهرامی حامد حدادی مربی: رایکو ترومن | آرژانتین · بازنده ۸۲–۹۷  | ۶           | حذف شد.        | حذف شد.    | حذف شد. | ۱۱       |
| علی دراقی امیر امینی جواد داوری مهدی کامرانی سعید داورپناه ایمان زندی حامد آفاق حامد سهراب نژاد اوشین ساهاکیان موسی نبی‌پور صمد نیکخواه بهرامی حامد حدادی مربی: رایکو ترومن | کرواسی · بازنده ۵۷–۹۱    | ۶           | حذف شد.        | حذف شد.    | حذف شد. | ۱۱       |

### مشت زنی
مردان
| ورزشکار      | رویداد     | ۱/۳۲                      | ۱/۱۶                      | یک چهارم نهایی           | نیمه نهایی | نهایی   | رتبه‌بندی |
| ------------ | ---------- | ------------------------- | ------------------------- | ------------------------ | ---------- | ------- | -------- |
| مرتضی سپهوند | ۶۴ کیلوگرم | هسینی (TUN) · برنده ۱۶–۴  | گئورگه (ROU) · برنده ۸–۴  | دیاز (DOM) · بازنده ۶–۱۱ | حذف شد.    | حذف شد. | ۵        |
| مهدی قربانی  | ۸۱ کیلوگرم | نگرون (PUR) · بازنده ۴–۱۳ | حذف شد.                   | حذف شد.                  | حذف شد.    | حذف شد. | ۱۷       |
| علی مظاهری   | ۹۱ کیلوگرم |                           | چاخکیف (RUS) · بازنده ۳–۷ | حذف شد.                  | حذف شد.    | حذف شد. | ۹        |

### جاده
مردان
| ورزشکار      | رویداد            | زمان               | رتبه‌بندی           |
| ------------ | ----------------- | ------------------ | ------------------ |
| حسین عسکری   | رقابت جاده        | ۶:۳۴:۲۲            | ۵۱                 |
| حسین عسکری   | تایم تریل انفرادی | ۱:۰۸:۴۶٫۳۰         | ۳۴                 |
| قادر میزبانی | رقابت جاده        | ۶:۳۹:۴۲            | ۷۸                 |
| مهدی سهرابی  | رقابت جاده        | به خط پایان نرسید. | به خط پایان نرسید. |

### جودو
مردان
| ورزشکار              | رویداد       | ۱/۶۴ حذفی | ۱/۳۲ حذفی                         | ۱/۱۶ حذفی                         | یک چهارم نهایی                               | نیمه نهایی                                    | شانس مجدد                                | نهایی                                               | رتبه‌بندی |
| -------------------- | ------------ | --------- | --------------------------------- | --------------------------------- | -------------------------------------------- | --------------------------------------------- | ---------------------------------------- | --------------------------------------------------- | -------- |
| مسعود حاجی آخوندزاده | ۶۰ کیلوگرم   | استراحت   | دراکشیچ (SLO) · برنده ۰۱۱۰–۰۰۱۰   | چوی (KOR) · بازنده ۰۰۰۰–۱۰۰۰      | شانس مجدد · آلبراسین (ARG) · برنده ۰۰۲۰–۰۰۰۱ | شانس مجدد · سوبیروف (UZB) · بازنده ۰۰۰۱–۰۰۱۰  | راه نیافت.                               | راه نیافت.                                          | ۹        |
| آرش میراسماعیلی      | ۶۶ کیلوگرم   | استراحت   | آدامیک (POL) · برنده ۰۰۰۱–۰۰۰۰    | اوچیشیبا (JPN) · بازنده ۰۰۰۰–۰۰۲۰ | شانس مجدد · جاکینتو (DOM) · برنده ۰۰۱۱–۰۰۰۰  | شانس مجدد · شریپف (UZB) · بازنده ۰۰۰۱–۰۰۱۰    | راه نیافت.                               | راه نیافت.                                          | ۹        |
| علی معلومات          | ۷۳ کیلوگرم   |           | کانامارو (JPN) · برنده ۱۰۰۱–۰۰۰۱  | پینا (POR) · برنده ۰۱۱۱–۰۰۰۱      | داشداوا (MGL) · برنده ۱۱۰۰–۰۰۱۰              | ممدلی (AZE) · بازنده ۰۰۰۰–۱۰۰۰                |                                          | رقابت جایگاه سوم · گیلهیرو (BRA) · بازنده ۰۰۰۰–۱۰۰۰ | ۵        |
| حامد ملک‌محمدی معمار  | ۸۱ کیلوگرم   | استراحت   | سدی (SLO) · برنده ۱۰۰۰–۰۰۰۰       | کامیلو (BRA) · بازنده ۰۰۰۰–۱۰۱۰   | راه نیافت.                                   | راه نیافت.                                    | راه نیافت.                               | راه نیافت.                                          | ۱۷       |
| حسین قمی             | ۹۰ کیلوگرم   |           | کازوسنوک (BLR) · بازنده ۰۰۰۰–۱۱۱۰ | راه نیافت.                        | راه نیافت.                                   | راه نیافت.                                    | راه نیافت.                               | راه نیافت.                                          | ۲۰       |
| محمدرضا رودکی        | +۱۰۰ کیلوگرم | استراحت   | ریباک (BLR) · برنده ۱۰۰۱–۰۰۰۱     | جانسون (ISL) · برنده ۱۰۰۰–۰۰۰۱    | گوججیانی (GEO) · بازنده ۰۰۰۰–۰۰۱۱            | شانس مجدد · مک کورمیک (USA) · برنده ۱۰۰۱–۰۰۰۱ | شانس مجدد · تمنو (RUS) · برنده ۱۰۱۰–۰۰۰۱ | رقابت جایگاه سوم · بریسون (CUB) · بازنده ۰۰۰۰–۰۲۰۰  | ۵        |

### روئینگ
مردان
| ورزشکار   | رویداد           | گروه | گروه    | گروه   | یک چهارم نهایی | یک چهارم نهایی | یک چهارم نهایی | نیمه نهایی | نیمه نهایی | نیمه نهایی | نهایی  | نهایی | رتبه‌بندی |
| ورزشکار   | رویداد           | گروه | زمان    | زتبه   | گروه           | زمان           | رتبه           | گروه       | زمان       | رتبه       | زمان   | رتبه  | رتبه‌بندی |
| --------- | ---------------- | ---- | ------- | ------ | -------------- | -------------- | -------------- | ---------- | ---------- | ---------- | ------ | ----- | -------- |
| محسن شادی | سنگین‌وزن تک نفره | ۱    | ۷:۴۸٫۲۴ | ۵ QE/F | راه نیافت.     | راه نیافت.     | راه نیافت.     | ۱          | ۷:۲۰٫۳۴    | ۱ QE       | ۷:۶٫۵۴ | ۲     | ۲۵       |

زنان
| ورزشکار   | رویداد           | گروه | گروه    | گروه | یک چهارم نهایی | یک چهارم نهایی | یک چهارم نهایی | نیمه نهایی | نیمه نهایی | نیمه نهایی | نهایی   | نهایی | رتبه‌بندی |
| ورزشکار   | رویداد           | گروه | زمان    | رتبه | گروه           | زمان           | رتبه           | گروه       | زمان       | رتبه       | زمان    | رتبه  | رتبه‌بندی |
| --------- | ---------------- | ---- | ------- | ---- | -------------- | -------------- | -------------- | ---------- | ---------- | ---------- | ------- | ----- | -------- |
| هما حسینی | سنگین‌وزن تک نفره | ۵    | ۹:۰۲٫۱۲ | ۴ QE | راه نیافت.     | راه نیافت.     | راه نیافت.     | راه نیافت. | راه نیافت. | راه نیافت. | ۸:۱۸٫۲۰ | ۴     | ۲۶       |

### تنیس روی میز
مردان
| ورزشکار      | رویداد  | دور مقدماتی                                                        | دور ۱     | دور ۲     | دور ۳     | دور ۴     | یک چهارم نهایی | نیمه نهایی | نهایی     | رتبه‌بندی |
| ------------ | ------- | ------------------------------------------------------------------ | --------- | --------- | --------- | --------- | -------------- | ---------- | --------- | -------- |
| افشین نوروزی | انفرادی | بابوکیکا (ITA) · بازنده ۲–۴ · ۷–۱۱، ۱۲–۱۰، ۶–۱۱، ۱۱–۹، ۴–۱۱، ۱۰–۱۲ | راه نیافت | راه نیافت | راه نیافت | راه نیافت | راه نیافت      | راه نیافت  | راه نیافت | ۶۵       |

### تکواندو
مردان
| ورزشکار     | رویداد     | ۱/۱۶ حذفی                   | یک چهارم نهایی       | نیمه نهایی              | نهایی                      | Rank |
| ----------- | ---------- | --------------------------- | -------------------- | ----------------------- | -------------------------- | ---- |
| رضا نادریان | ۵۸ کیلوگرم | ونسسلائو (BRA) · بازنده ۱–۲ | راه نیافت.           | راه نیافت.              | راه نیافت.                 | ۱۱   |
| هادی ساعی   | ۸۰ کیلوگرم | بیستا (NEP) · برنده ۷–۰     | ژو (CHN) · برنده ۳–۲ | احمدف (AZE) · برنده ۴–۱ | سارمینتو (ITA) · برنده ۶–۴ | 1    |

زنان
| ورزشکار            | رویداد     | ۱/۱۶ حذفی                | یک چهارم نهایی          | نیمه نهایی | نهایی     | رتبه بنده |
| ------------------ | ---------- | ------------------------ | ----------------------- | ---------- | --------- | --------- |
| سارا خوش جمال فکری | ۴۹ کیلوگرم | تودالی (MAR) · برنده ۵–۰ | یانگ (TPE) · بازنده ۰–۲ | راه نیافت  | راه نیافت | ۹         |

### وزنه‌برداری
مردان
| ورزشکار       | رویداد       | یک‌ضرب | دو ضرب | مجموع | رتبه‌بندی |
| ------------- | ------------ | ----- | ------ | ----- | -------- |
| اصغر ابراهیمی | ۹۴ کیلوگرم   | ۱۸۰   | ۲۱۲    | ۳۹۲   | ۷        |
| محسن بیرانوند | ۱۰۵ کیلوگرم  | ۱۸۰   | ۲۱۰    | ۳۹۰   | ۱۰       |
| رشید شریفی    | +۱۰۵ کیلوگرم | ۱۹۶   | ۲۳۰    | ۴۲۶   | ۶        |

### کشتی
آزاد مردان
| ورزشکار          | رویداد      | دور مقدماتی                           | ۱/۸ نهایی                                | ۱/۴ نهایی                                                | نیمه نهایی                                             | نهایی                                                      | رتبه‌بندی |
| ---------------- | ----------- | ------------------------------------- | ---------------------------------------- | -------------------------------------------------------- | ------------------------------------------------------ | ---------------------------------------------------------- | -------- |
| عباس دباغی       | ۵۵ کیلوگرم  | استراحت                               | سرانو (COL) · برنده ۲–۱ · ۰–۰، ۱–۱، ۵–۱  | کودوخف (RUS) · بازنده ۰–۲ · ۰–۶، ۰–۱                     | راه نیافت                                              | راه نیافت                                                  | ۱۰       |
| مراد محمدی       | ۶۰ کیلوگرم  | استراحت                               | مدنی (EGY) · برنده ۲–۰ · ۷–۰، ۲–۰        | آذربایجانی (CAN) · برنده ۲–۰ · ۱–۰، ۱–۰                  | باتیرف (RUS) · بازنده ۰–۲ · ۰–۱، ۰–۱                   | رقابت جایگاه سوم · حسینف (AZE) · برنده ۲–۰ · 2–0, ۳–۱      | 3        |
| مهدی تقوی        | ۶۶ کیلوگرم  | استراحت                               | گارسیا (CAN) · برنده ۲–۱ · ۰–۱، ۱–۱، ۲–۰ | شاهین (TUR) · بازنده ۰–۲ · 0–3، ۰–۱                      | شانس دوباره · گارزن (CUB) · بازنده ۱–۲ · ۴–۱، ۰–۲، ۰–۲ | راه نیافت.                                                 | ۱۰       |
| میثم مصطفی جوکار | ۷۴ کیلوگرم  | استراحت                               | ترزیف (BUL) · بازنده ۰–۲ · ۰–۳، ۱–۳      | راه نیافت.                                               | راه نیافت.                                             | راه نیافت.                                                 | ۱۹       |
| رضا یزدانی       | ۸۴ کیلوگرم  | هوربیک (POL) · برنده ۲–۰ · ۱–۰، ۳–۱   | ترمزف (AZE) · بازنده ضربه فنی · ۰–۶      | راه نیافت.                                               | راه نیافت.                                             | راه نیافت.                                                 | ۱۱       |
| سعید ابراهیمی    | ۹۶ کیلوگرم  | استراحت                               | امارا (EGY) · برنده ۲–۰ · ۴–۳، ۲–۲       | گوگشلیتزه (GEO) · بازنده ۰–۲ · ۰–۳، ۰–۱                  | راه نیافت.                                             | راه نیافت.                                                 | ۱۰       |
| فردین معصومی     | ۱۲۰ کیلوگرم | لانگوسکی (MEX) · برنده ۲–۰ · ۶–۰، ۶–۰ | آخمدف (RUS) · بازنده ضربه فنی · ۰–۴      | شانس دوباره · بویادژیف (BUL) · برنده ۲–۱ · ۰–۱، ۲–۰، ۴–۲ | شانس دوباره · موکو (USA) · برنده ۲–۰ · ۳–۱، ۴–1        | رقابت جایگاه سوم · موتارلیمف (KAZ) · بازنده ۰–۲ · ۳–۸, ۱–۱ | ۵        |

فرنگی مردان
| ورزشکار        | رویداد      | دور مقدماتی                                | ۱/۸ نهایی                                 | ۱/۴ نهایی                                 | نیمه نهایی                                               | نهایی                                                 | رتبه‌بندی |
| -------------- | ----------- | ------------------------------------------ | ----------------------------------------- | ----------------------------------------- | -------------------------------------------------------- | ----------------------------------------------------- | -------- |
| حمید سوریان    | ۵۵ کیلوگرم  | ونکف (BUL) · برنده ضربه فنی · ۴–۰          | الوایس (PLW) · برنده ۲–۰ · ۸–۰، ۶–۰       | مانکیف (RUS) · بازنده ۱–۲ · ۲–۲، ۱–۱، ۱–۱ | شانس دوباره · فریس (SRB) · برنده ۲–۰ · ۵–۰، ۱–۱          | رقابت جایگاه سوم · پارک (KOR) · بازنده ۰–۲ · ۱–۱، ۲–۲ | ۵        |
| سامان تهماسبی  | ۸۴ کیلوگرم  | استراحت                                    | داراگان (UKR) · برنده ۲–۱ · ۴–۰، ۱–۲، ۳–0 | آولوکا (TUR) · بازنده ۰–۲ · ۲–۲، ۰–۳      | راه نیافت.                                               | راه نیافت.                                            | ۱۱       |
| قاسم رضایی     | ۹۶ کیلوگرم  | ازرسکیس (LTU) · بازنده ۱–۲ · ۱–۱، ۲–۱، ۱–۱ | راه نیافت                                 | راه نیافت                                 | راه نیافت                                                | راه نیافت                                             | ۱۶       |
| مسعود هاشم‌زاده | ۱۲۰ کیلوگرم | استراحت                                    | بارویف (RUS) · بازنده ۰–۲ · ۰–۳، ۰–۶      | استراحت                                   | Repechage · Mizgaitis (LTU) · بازنده ۱–۲ · ۱–۱، ۱–۱, ۱–۲ | راه نیافت.                                            | ۱۵       |

## رقابت با ورزشکاران اسرائیل
علی کفاشیان، دبیر کمیته ملی المپیک ایران اعلام کرده‌است که محمد علیرضایی مطابق قرعه کشی در رشته ۱۰۰ متر شنای قورباغه در روز ۹ اوت و در گروه چهارم این رشته که ورزشکار اسرائیلی «تام بیری» نیز در آن حضور دارد شرکت خواهد کرد. کفاشیان اعلام کرد که چون در این رشته ورزشکاران به صورت رودرو رقابت نمی‌کنند و در خط جداگانه حرکت می‌کنند مشکلی در این باره وجود ندارد. شناگر اسرائیلی رکوردی معادل ۲۵ صدم ثانیه پایینتر (سریعتر) از علیرضایی دارد. پیش از این یک شناگر دیگر ایرانی به نام محمد بیداریان از مسابقه با حریف اسرائیلی خود امتناع کرده بود. در نهایت علیرضایی از شرکت در این مسابقه اجتناب کرد